# Giuliano-Dalmata

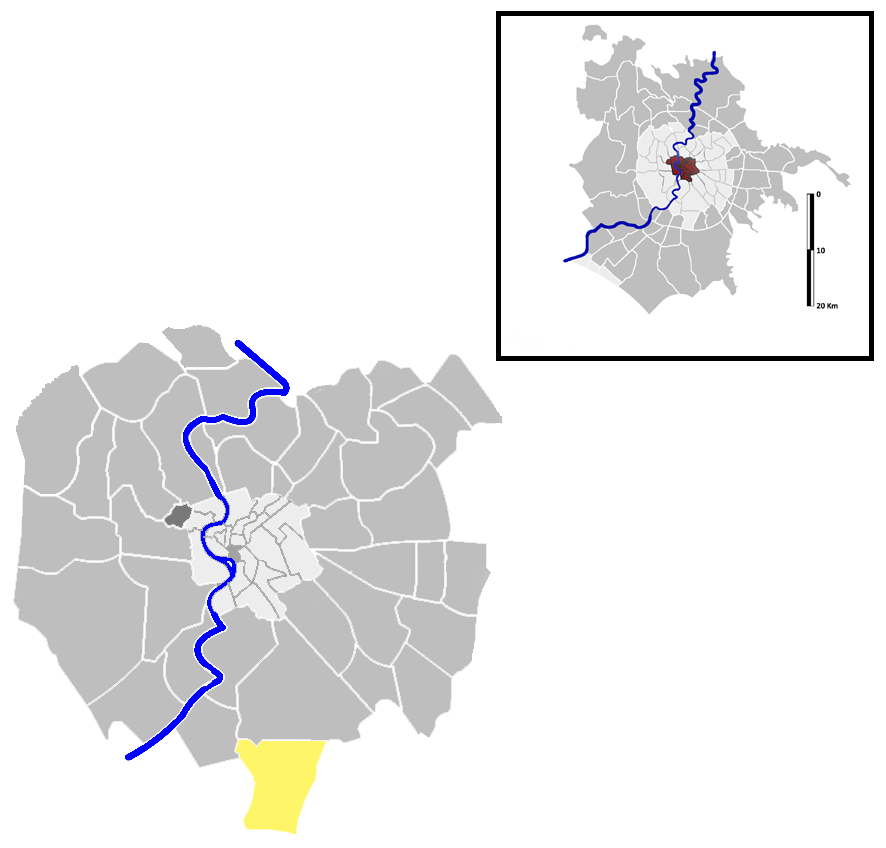
Quartiere Giuliano-Dalmata

Giuliano-Dalmata (em português Juliano-Dálmata) é o trigésimo-primeiro quartiere de Roma e normalmente indicado como Q. XXXI. Seu nome é uma referência ao êxodo juliano-dálmata.

## Geografia
O quartiere Giuliano-Dalmata está localizado na região sul da cidade. Suas fronteiras são:
- ao norte está o quartiere Q. XX Ardeatino, separado pela Via di Vigna Murata inteira, da Via Ardeatina até a Via Laurentina.
- a leste está a zona urbana Z. XXII Cecchignola, separado pela Via della Cecchignola inteira, da Circonvalazione Meridionale até a Via di Tor Carbone.
- ao sul está a zona Z. XXIII Castel di Leva, separado pela Circonvalazione Meridionale, da Via Laurentina até a Via della Cecchignola.
- a oeste está a zona Z. XXIV Fonte Ostiense, separado pela Via Laurentina, da Vialle dell'Umanesimo até a Via di Vigna Murata, e pelo quartiere Q. XXXII Europa, separado também pela Via Laurentina, mas da Vialle dell'Umanesimo até a Circonvalazione Meridionale.

A região histórica de Castello della Cecchignola está contida no interior de Giuliano-Dalmata.

## História
Este bairro nasceu como Villaggio Operaio E42, cujo objetivo era abrigar os operários que trabalharam na implantação da Exposição Universal de Roma (1942), que deu origem ao quartiere EUR, rebatizado em 1965 como "Europa". Com o advento da Segunda Guerra Mundial, os operários abandonaram suas casas que, depois de uma breve ocupação anglo-americana, permaneceram abandonadas. Em 1947, doze famílias de refugiados vindos da Veneza Júlia ("julianos") se assentaram no local e passaram a chamá-lo de Villaggio Giuliano, um evento que ligou definitivamente a história deste quartiere ao destino dos antigos territórios italianos da Ístria ("Veneza Giulia") e possessões venezianas (Dalmácia) na costa do mar Adriático, incorporados pela recém-criada Iugoslávia depois da guerra.
A inauguração oficial e a entrega das primeiras moradias aos exilados (os dormitórios da antiga vila operária reformados e convertidos em pequenos apartamentos) ocorreu em 7 de novembro de 1948. Em 1955, depois da chegada de cerca de duas mil famílias istrianas, julianas e dálmatas, o quartiere assumiu seu nome atual.
Em 4 de novembro de 1961, foi inaugurada na Via Laurentina um monumento construído em carso com a inscrição "AI CADUTI GIULIANI E DALMATI" e os brasões das cidades juliano-dálmatas de Pola (em croata Pula), Fiume (em croata Rijeka) e Zara (em croata Zadar), todas elas atualmente em território croata.
Em 10 de fevereiro de 2008, por ocasião da celebração do quarto feriado do "Dia da Lembrança" (Giorno del Ricordo), foi inaugurado no Largo Vittime delle foibe istriane um monumento em memória das vítimas dos massacres das foibas, na Ístria.

## Vias e monumentos
- Via Laurentina

## Edifícios

### Outros edifícios
- Archivio museo storico di Fiume
- Castello della Cecchignola
- Museo storico della motorizzazione militare

### Igrejas
- Sant'Anselmo alla Cecchignola
- Santa Giovanna Antida Thouret
- San Giuseppe da Copertino
- San Marco Evangelista in Agro Laurentino
- Sante Perpetua e Felicita